# Bill Weisband
William Weisband, padre (28 de agosto de 1908 - 14 de mayo de 1967) fue un agente analista de códigos criptográficos estadounidense de origen ruso, que a su vez era agente del NKVD soviético, bajo el nombre código Link (inglés: "Enlace"). Es particularmente conocido por su activo rol en la notificación a la inteligencia de la URSS de que los norteamericanos habían logrado decodificar parte de su tráfico diplomático.

## Nacimiento y juventud
Weisband nació en la ciudad ucraniana de Odesa en 1908, de padres rusos de origen judío.
Emigró a los Estados Unidos en la década de 1920, pocos años después de la Revolución bolchevique, y recién se convertiría un ciudadano estadounidense naturalizado en 1938. Se unió al Ejército estadounidense en 1942, poco después del ingreso de los EE. UU. a la Segunda Guerra Mundial, y trabajaría en labores de inteligencia radial.

## Carrera de espionaje
Entre 1941 y 1942 Weisband fue el agente del NKVD que manipuló a Jones Orin, quien trabajaba en una planta del fabricante de aviones Northrop Corporation.
Después de unirse al Signals Intelligence Service (SIS, "Servicio de Inteligencia de Señales") del Ejército estadounidense en 1942, fue asignado al Norte del África y a Italia, donde realizaría tareas relacionadas con las seguridad en las comunicaciones. En sus destinos asignados trabaría algunas importantes amistades, antes de regresar a la "Sección rusa" (Russian section) en Arlington Hall, donde el SIS había establecido sus cuarteles en 1942.
Aunque él no formaba parte de los criptoanalistas, como un "consejero lingüístico" que hablaba ruso con fluidez, Weisband sí trabajaba y se codeaba con ellos permanentemente. Así, el sociable y popular Weisband tendría libre acceso a todas las áreas de Arlington Hall especializadas en la decodificación de mensajes soviéticos.
La analista de códigos (codebreaker) Meredith Gardner recordaría que, en diciembre de 1944, Bill Weisband la había observado extraer una lista de científicos atómicos occidentales a partir de un mensaje soviético -de diciembre de ese año- que habían logrado decodificar, lo que claramente sugería que el proyecto Manhattan, destinado al desarrollo y a la construcción de la primera bomba atómica estadounidense, estaba infiltrado por agentes de la URSS. Pero lo que era realmente importante para Weisband era que eso indicaba que los Estados Unidos (mediante el por entonces ultrasecreto proyecto Venona) estaban pudiendo decodificar parte del tráfico de mensajes soviéticos cifrados. Por lo tanto, primeramente informaría a Moscú de esas muy malas noticias, y luego los mantendría al tanto al respecto. En definitiva, los soviéticos aparentemente habían estado monitoreando la ultrasecreta "Sección rusa" de Arligton Hall desde al menos 1945, año en el que Weisband se incorporó a esa unidad de inteligencia.
Los informes tempranos de Weisband sobre el trabajo realizado por los criptoanalistas estadounidenses no eran probablemente más que bosquejos, pero después de que comenzase a pasarles información sobre las labores llevadas a cabo por la "Sección rusa", los soviéticos cambiaron sus códigos diplomáticos y las decodificaciones del proyecto Venona se secarían casi por completo (en 1944 casi la mitad -un 49%- de los mensajos habían podido ser decodificados, contra sólo un 1,5% al año siguiente).
El rol de Weisband como agente soviético no fue descubierto por los oficiales de la contrainteligencia estadounidense hasta 1950, cuando ya era demasiado tarde y el daño ya estaba hecho.
Mientras que Weisband había logrado bosquejar en general ese éxito de la inteligencia soviética, el oficial de enlace británico Kim Philby (quien a su vez era otro agente al servicio de la URSS, que desertaría a Moscú en enero de 1963), era quien efectivamente recibía las traducciones y los análisis regularmente, después de haber llegado a Washington D. C. para ejercer sus funciones, en el otoño boreal de 1949.
Hasta que no se realice un análisis profundo y exhaustivo de los archivos del desaparecido KGB, el alcance total que tuvo Weisband como espía soviético seguirá siendo desconocido.
Mientras estaba suspendido en el SIS bajo la sospecha de deslealtad ("ideológica"), tampoco se presentó a comparecer ante una audiencia del Gran Jurado a la que había sido citado por sus sospechadas simpatías hacia el pequeño pero activo CPUSA; todo ello en pleno auge del macartismo en los Estados Unidos.
Como resultado de ello, en noviembre de 1950 Weisband fue sólo sentenciado por desacato (desobediencia al tribunal), y cumpliría un año en prisión. Sin embargo, logró evitar ser procesado por espionaje, ya que las autoridades temían un hipotético juicio les hubiese proporcionado a los soviéticos aún más información sobre las "fuentes y métodos" de la inteligencia estadounidense.
Weisband jamás le reveló a nadie que realmente era un agente del NKVD y siguió viviendo en los Estados Unidos tranquilamente, trabajando como un agente de seguros hasta su muerte.

## Muerte
Weisband falleció de un súbito ataque cardíaco en 1967. Su hijo posteriormente describiría los hechos:

"[Mi] padre murió de una manera muy dramática e impactante. Todos los domingos me llevaba a mí y a mis hermanas al zoológico, al Instituto Smithsonian o a algún otro lugar interesante. Ese domingo en particular era el día de la madre, el 14 de mayo de 1967. Estaba conduciendo a través del George Washington Memorial Park y tuvo un masivo ataque cardíaco, y murió mientras conducía el vehículo. Se puede imaginar el caos: yo agarré el volante y dirijí el automóvil -un viejo Pontiac '56- al costado de la carretera, y apagué el motor. La próxima cosa que recuerdo es estar en medio del parque deteniendo el tráfico, corriendo por el medio de la carretera, golpeando las puertas [de los autos] y buscando un doctor. Con seguridad encontré a dos caballeros -uno en particular-, que vino y sacó a mi padre del coche, lo puso sobre el suelo y trató de reanimarlo"

## Lectura adicional
- Allen Weinstein y Alexander Vassiliev, The haunted wood: Soviet espionage in America - the Stalin era ("El bosque encantado: Espionaje soviético en los Estados Unidos - La era de Stalin"), Random House, Nueva York, 1999, ISBN 0-679-45724-0